# Liris
Liris és un afluent del riu Garigliano, que naix als monts Simbruni dins la serralada dels Apenins prop del Lacus Fucinus. El seu nom original fou Clanis. A prop de la desembocadura hi havia una cova sagrada dedicada a Marica Laurentia. Té un recorregut de 120 km i a partir de la seva confluència amb el Gargliano rep el nom de Liris-Gargliano, però en la majoria dels mapes històrics el nom apareix per separat amb el següent aclariment: 

« Liris, ara Garigliano, riu que acaba a la província del Lavoro »
(Ameti: "Mappa de Il Lazio", 1693)

## Recorregut
Naix a la regió dels Abruços a la rodalia de la ciutat de Capadòcia a uns 1.108 metres snm baixant d'un turó anomenat Camiciola(1.701 msnm), entre els Monts Simbruini. Comença el seu trajecte amb força aigua per la Vall de Roveto, on rep l'aportció d'un canal artificial que recull les aigües del la plana del Fucino. Travessa els municipis de Castellafiume, Capistrello, Civitella Roveto, Canistro, Civita d'Antino, Morino, San Vincenzo Valle Roveto i Balsorano.

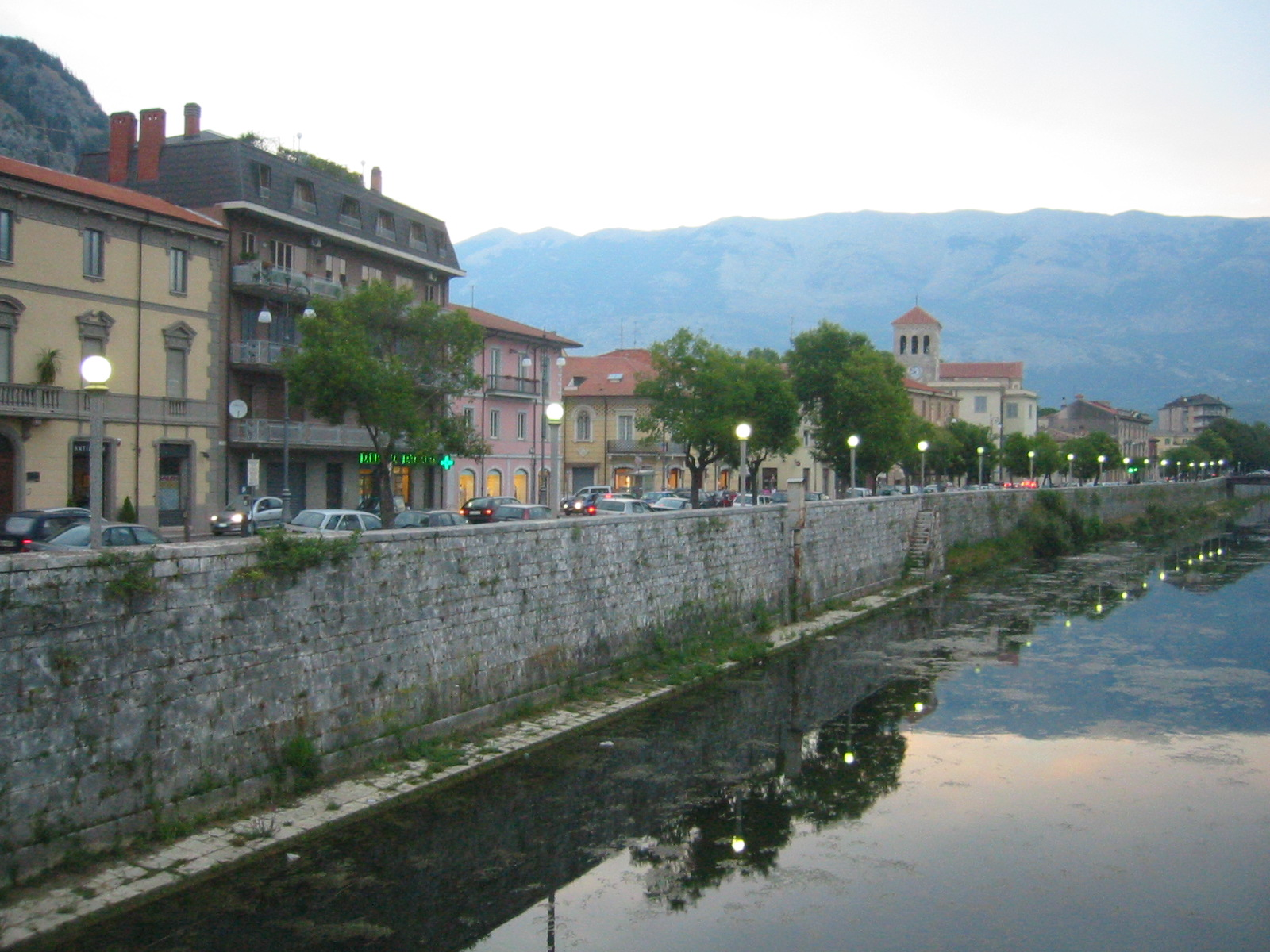
El Liris passant per Sora.

A Capistrello el Liris rep les aigües d'un emissari artificial soterrani provinent del llac Fucino. També al municipi de Capistrello hi ha dues centrals elèctriques que fa uns anys aprofitaven l'energia hidràulica però que avui dia ja no estan en funcionament. Una d'elles es deia "Karai" i va ser desmantellada, l'altra es deia "Officina di Torlonia" i encara queden les ruïnes.
Continuant el recorregut, el Liris rep les aigües de nombrosos torrents, els més importants són: Rialza, Rio Sparto, Mola di Meta, Torrente dello Schioppo («el torrent del fusell»).

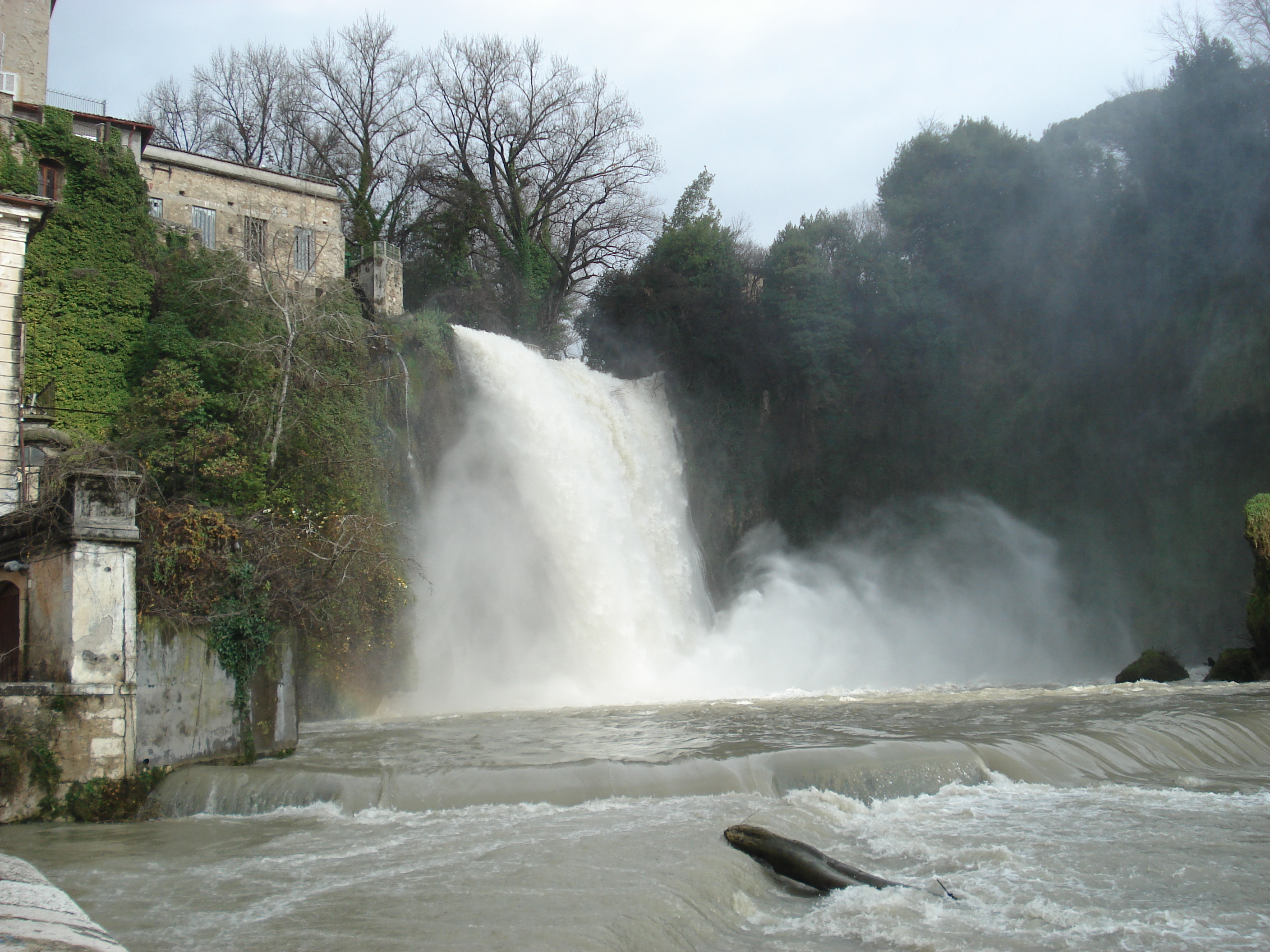
Cascada Gran al seu pas per Isola del Liri.

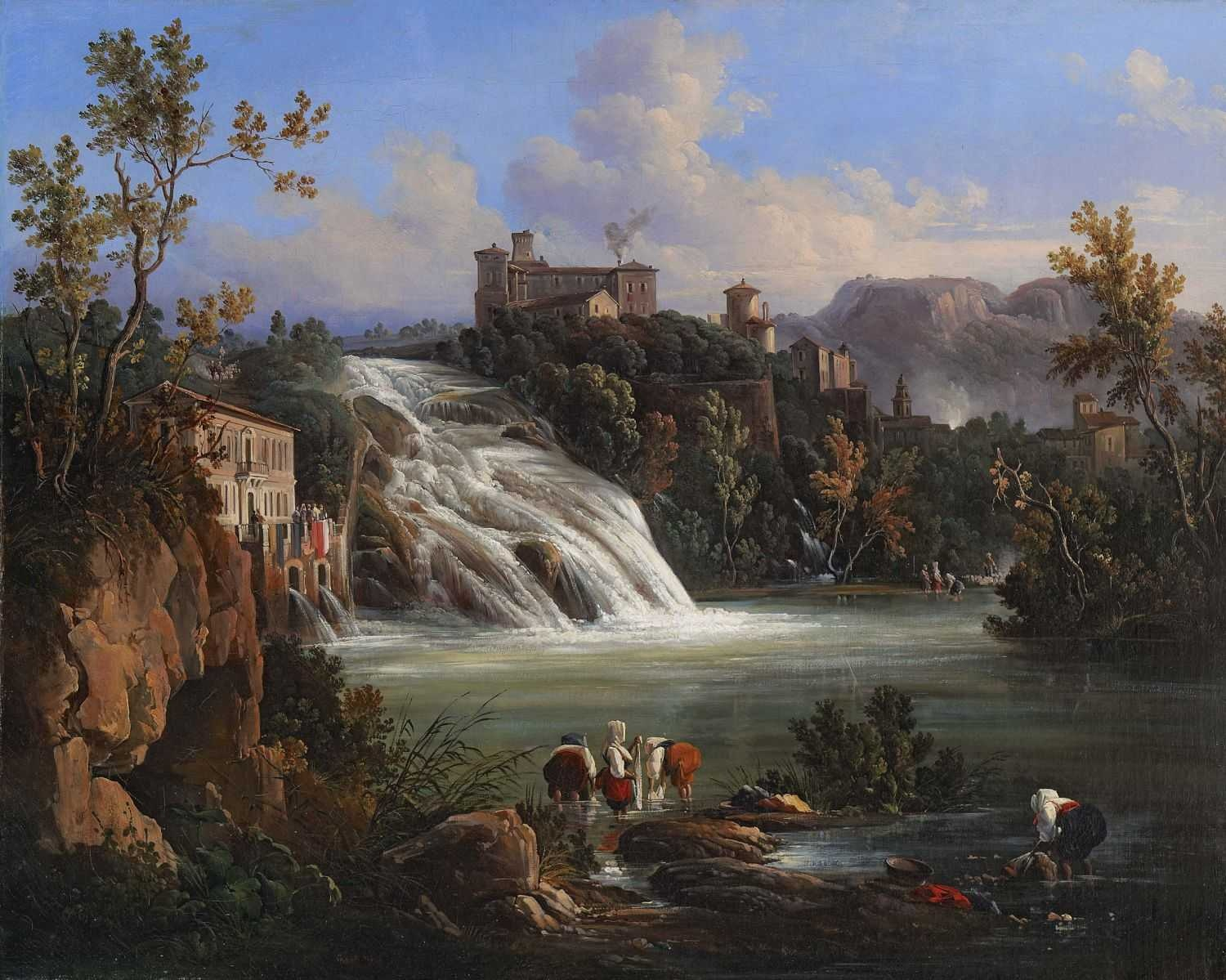
"Cascada del Valcatoio" a Isola del Liri en una pintura de Raffaele Carelli.

A l'alçada de Canistro les aigües del Liri són en part captades per una presa i transportades fins a Morino on serveixen de base a una central elèctrica.
Entrant al Laci banya les terres del municipi de Sora.
Després recull, per la seva part esquerra, les aigües del Fibreno, incrementant així notablement el mateix cabal. Llavors travessa el municipi d'Isola del Liri (Illa del Liris) bifurcant-se i causant dues cascades, una d'elles molt espectacular encara que només té una caiguda de 25 metres. Les dues branques del riu formen al mig una illa, d'on ve el nom del municipi, que es tornen a ajuntar en sortir d'aquest lloc.
El Liris passa després pels municipis d'Anitrella, (per la zona del Mont San Giovanni Campano) i de Fontana Liri alimentant successivament dues centrals elèctriques. Entra després al municipi d'Arce on rep per la seva banda dreta les aigües del torrent Amaseno.

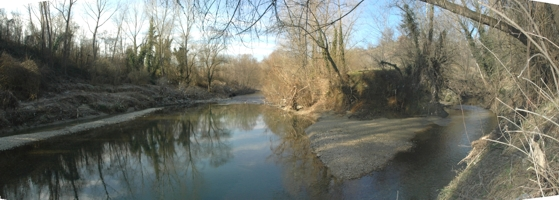
Confluència del torrent Amaseno amb el riu Liris

Comença un traçat sinuós a la sortida d'Arce fins a arribar a Strangolagalli. Després ve l'altiplà de Ceprano on alimenta una altra central hidroelèctrica. Retorna per territori d'Arce en passar per la pedania d'Isoletta i allà se li ajunta per la banda dreta un important afluent el Sacco (antigament dit Teretum o Tresus). Tot seguit una presa barra el seu pas, formant el llac Isoletta, al municipi de San Giovanni Incarico.
Aigües avall de la presa, després d'alimentar dues plantes hidroelèctriques més, prop d'Aquino, rep per la banda esquerra l'aportació del riu Melfa, procedent de les muntanyes de la Meta, arribant poc després al poble de Pontecorvo.
Arribat a aquest punt, se li sumen per la banda dreta el riu Forma Quesa i per la banda esquerra el riu Forme d'Aquino i després travessa el municipi de San Giorgio a Liri.
Poc després arriba a la frontera entre la regió del Laci i la Campània passant a prop del poble de Sant'Apollinare. Allà rep les aigües del riu Gari, passant per la vora de Sant'Angelo in Theodice (una pedania del municipi de Cassino) i llavors comença a prendre el nom de Garigliano.
Des d'aquí segueix uns 38 km fins a trobar-se amb un altre afluent, el Peccia, i el torrent Ausente. Llavors flueix cap a la mar Tirrena per la zona del golf de Gaeta, mantenint fins al final la línia de la frontera entre el Laci i la Campània.
El recorregut total del Liris-Garigliano és de 5.020 km².

## Règim d'aigües
El Liris és un riu de cabal notable que obté gràcies a la permeabilitat de gran part de la seva àrea d'influència. El seu règim és però irregular amb pujades significatives a la tardor i a l'hivern, mentre que a l'estiu baixa molt minvat. El riu està, a més, intensament explotat per l'obtenció d'energia, fet que es nota en el cabal d'alguns trams.

## El seu nom

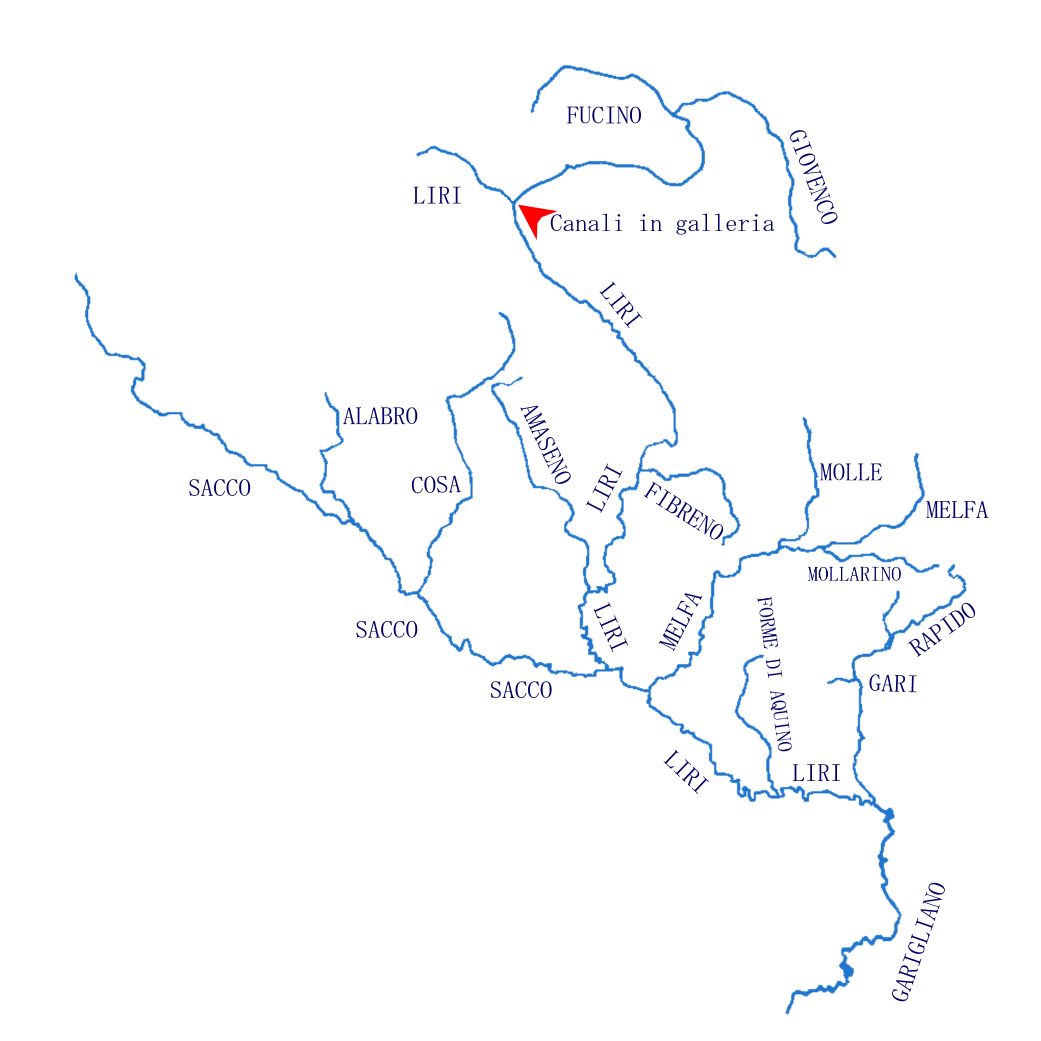
Esquema de la conca hidrogràfica del Liris-Garigliano

El seu nom va ser esmentat pels historiadors antics: Plini el Vell i Estrabó. Aquest darrer va escriure que el Liris, neix de les muntanyes i que després de Sora arriba a Fregellae i a Minturno, perquè per als antics la denominació Liris servia per a referir-se a tot el recorregut del que avui dia es diu Liris-Garigliano. Per Estrabó coneixem que anteriorment aquest riu se l'havia anomenat Clanis. Fins a l'edat mitjana també hi ha documents on apareix amb un altre nom Verde. Així és com el va anomenar Dante parlant sobre Manfred I de Sicília, les restes mortals del qual per ordre papal van ser desenterrades de Benevento i traslladades fora del Regne de Sicília. La denominació Garigliano, referida al tram que va des de la confluència amb el Gari fins a la desembocadura, es va originar a finals de l'època medieval.
L'etimologia és incerta, s'ha proposat que estigui lligat a una arrel preromana liri que voldria dir «aigua tèrbola», ja que en alguns dialectes de la zona de l'Abruzzo Molise, el terme lira adquireix el significat de «fang». Darrerament també s'ha suggerit que podria derivar d'un terme àrab que sona garil i vol dir («pantà»), en relació al seu tram final de morfologia natural pantanosa.